# Bande N

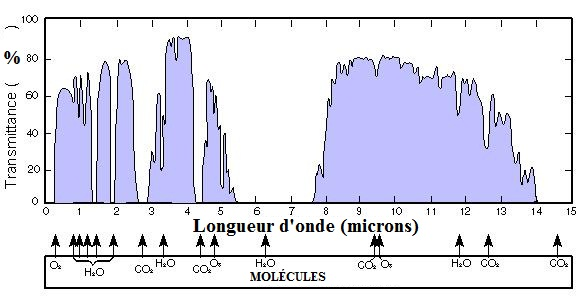
Transmission de l'atmosphère dans l'infrarouge, jusqu'à 15 µm, ainsi que les principales molécules responsables de l'absorption de la lumière.

La bande N est un intervalle de longueur d'onde dans l'infrarouge moyen défini dans le système photométrique de Johnson centré autour de 10 micromètres.
La bande N s'étend de 8 µm à 13 µm. La bande possède un taux de transmission élevé à travers l'atmosphère terrestre, à l'exception d'une absorption vers 9,6µm due à l'ozone. La bande est parfois subdivisée en sous-bandes.  L'Observatoire européen austral étudie ainsi des sous-bandes N1, N2, N3 centrées respectivement sur 8,4 µm, 9,69 µm et 12,9 µm. 